# 美田信号所
美田信号所（ミジョンしんごうじょ）または美田駅（ミジョンえき）は、大韓民国慶尚南道密陽市三浪津邑にある、韓国鉄道公社（KORAIL）の信号所。京釜線と美田線の分岐点である。

## 接続する鉄道路線
韓国鉄道公社　
京釜線　
美田線　

## 駅構造
信号所の為ホームはない。

## 駅周辺
- 大邱-釜山高速道路 三浪津IC

## 歴史
- 1945年6月1日 - 開業。

## 隣の駅
韓国鉄道公社
京釜線（全列車通過）
密陽駅 - 美田信号所 - 三浪津駅
美田線（全列車通過）
美田信号所 - 洛東江駅